# ZeniMax Online Studios
ZeniMax Online Studios — дочерняя компания ZeniMax Media Inc., разрабатывающая массовые многопользовательские онлайн-игры. Сейчас работает над The Elder Scrolls Online. В ZeniMax Online Studios около 250 сотрудников.

## История
ZeniMax Online Studios была основана в 2007 году внутри ZeniMax Media, руководителем назначен Мэтт Фирор, разработчик и дизайнер MMOG с 11-летним стажем, раньше работавший в Mythic Entertainment.
Компания была создана специально для разработки MMOG. В 2007 было объявлено о соглашении с Simutronics по использованию HeroEngine.
В июне 2008 года ZeniMax Online Studios переезжает в Хант Валли, где находится по сей день.
15 марта 2010 года ZeniMax Online Studios сообщила, что будет использовать Fork Particle SDK для создания эффектов частиц в своей неанонсированной игре.
15 марта 2011 года ZeniMax Online Studios сообщила, что планирует открыть центр поддержки игроков в Голуэе в Ирландии.
3 мая 2012 года Gameinformer Magazine Online сообщил, что действие игры ZeniMax Online Studios' будет происходить во вселенной Древних Свитков за тысячу лет до событий игры The Elder Scrolls V: Skyrim. Игра называется The Elder Scrolls Online. Она вышла на PC, Mac, PS4 и Xbox One весной 2014 года.

## Разработанные игры
| Год      | Название                 | Платформы                               | Прим.  |
| -------- | ------------------------ | --------------------------------------- | ------ |
| 2014     | The Elder Scrolls Online | Windows, macOS, Xbox One, PlayStation 4 | [ 12 ] |
| отменена | Commander Keen           | iOS, Android                            | [ 13 ] |